# Кенийско-суданские отношения
Кенийско-суданские отношения — двусторонние дипломатические отношения между Кенией и Суданом. Оба государства поддерживают связи в различных областях сотрудничества, в первую очередь в сфере национальной безопасности.

## Обзор
Отношения между Кенией и Суданом напряжённые. Кения, как и другие страны региона Великих озёр (Бурунди, Демократическая Республика Конго, Руанда, Танзания, Уганда) открыто поддерживала Народную армию освобождения Судана, которая в настоящее время является правящей партией Южного Судана. Кения принимала беженцев из региона; также, по некоторым данным, поставляла повстанцам вооружение в ходе первой суданской гражданской войны. Поддержка НАОД извне негативно повлияла на отношения в целом между Суданом и странами региона, в том числе и на кенийско-суданские отношения.
Кения контролировала соблюдение договора о прекращении огня, подписанного Южным Суданом и Суданом. Впоследствии это стало одной из причин обретения независимости Южным Суданом, а также одной из причин окончания второй гражданской войны.
В 2010 году президент Судана Омар аль-Башир вернулся после визита в Найроби, в то время как Международный уголовный суд выдал ордер на его арест. В ноябре 2011 года Верховный суд Кении также выдал ордер на арест Омара аль-Башира, объявив, что президент Судана будет арестован в случае прибытия на кенийскую территорию. Этот инцидент привёл к ухудшению отношений между двумя странами в дипломатической сфере.

## Дипломатические миссии
- Судан содержит посольство в Найроби.
- Кения также имеет посольство в Хартуме.